# José Ernesto Díaz
Pour les articles homonymes, voir Diaz.
José Ernesto Díaz, né le 13 septembre 1952 à Bogota (Colombie), est un footballeur colombien, qui évoluait au poste d'avant-centre à l'Independiente Santa Fe, au Standard de Liège, à l'Atlético Junior, à l'Independiente Medellín et à Millonarios ainsi qu'en équipe de Colombie.
Díaz marque six buts lors de ses soixante sélections avec l'équipe de Colombie entre 1973 et 1983. Il participe à la Copa América en 1975, 1979 et 1983 avec la Colombie.

## Biographie
(novembre 2013).

### En club
Il commence le football dans le centre de formation du Santa Fe Corporación Deportiva avant de signer en équipe première dans le club, avec qui il reste de 1971 à 1975. À la suite de ses bonnes performances lors de la Copa América 1975, il signe en Belgique dans le club wallon du Standard Liège, devenant par la même occasion le premier joueur colombien à évoluer en Europe.
Après son court passage sur le vieux continent, il retourne au pays en 1979 et intègre le club de la Corporación Popular Deportiva Junior, avant de rejoindre l'Independiente Medellín puis les Millonarios. Il retourne ensuite à Santa Fe (il a en tout inscrit 62 buts en 287 matchs pour le club). Il prend sa retraite en 1987 lors de sa deuxième période avec les Millonarios.

### En sélection
Avec la sélection de l'équipe de Colombie, il a notamment été finaliste de la Copa América 1975 (dont il finit le meilleur buteur).
Avant cela, il a également disputé en équipe de jeunes le championnat des moins de 20 ans de la CONMEBOL de 1971, les jeux panaméricains de 1971 et les JO 1972 de Munich.
Sur le plan continental, en plus de la Copa América ou les Colombiens on atteint la finale, Ernesto a joué celles de 1979 et de 1983.
Il meurt d'un infarctus, lors d'une partie de football à Miami en 2002.

## Carrière
- 1971-1975 : Independiente Santa Fe
- 1976-1978 : Standard de Liège
- 1979 : Atlético Junior
- 1980-1981 : Independiente Medellín
- 1982-1983 : Millonarios
- 1984-1986 : Independiente Santa Fe
- 1987 : Millonarios

## Palmarès

### En équipe nationale
- 30 sélections et 6 buts avec l'équipe de Colombie entre 1973 et 1983.
- Finaliste de la Copa América 1975.
- Participe au premier tour de la Copa América 1979 et de la Copa América 1983.

### Avec l'Independiente Santa Fe
- Vainqueur du Championnat de Colombie de football en 1971 et 1975.

### Avec Independiente Medellín
- Vainqueur de la Coupe de Colombie de football en 1981.